# Ana Isabel Elias
Ana Isabel Elias, född 17 september 1965, är en angolansk friidrottare. Hon deltog vid olympiska sommarspelen 1992.